# 456378 Akashikaikyo
456378 Akashikaikyo este o planetă minoră (asteroid) din centura de asteroizi. A fost descoperită pe 18 octombrie 2006 la  de Vincenzo Silvano Casulli⁠(d) și a fost numită după Podul Akashi-Kaikyo. 
Obiectul prezintă o orbită caracterizată de o semiaxă mare de 2,558529952418 UAi, o excentricitate de 0,20764362019225, o înclinație de 12,679701131372 ° în raport cu ecliptica.